# Emanuele Testa

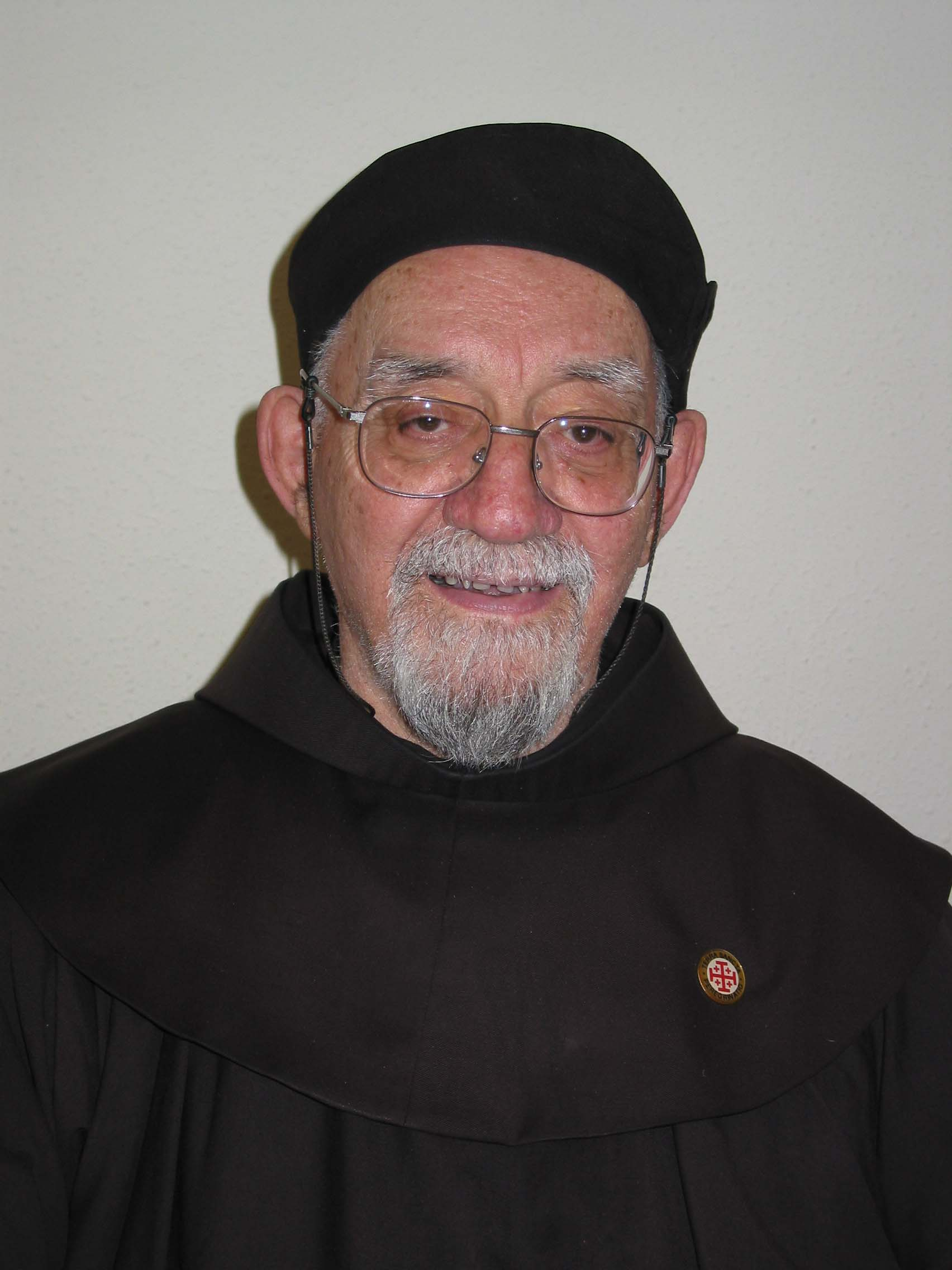
Emanuele Testa (2004)

Emanuele Testa OFM (* 20. Februar 1923 in Maceratola di Foligno; † 13. Januar 2011 in Assisi) war ein römisch-katholischer Ordensgeistlicher, Bibelwissenschaftler, Biblischer und Christlicher Archäologe.

## Leben
Bereits im Alter von 11 Jahren trat Emanuele Testa dem Konvent der Minoriten in Città del Castello, Umbrien, bei und wurde vier Jahre später eingekleidet. Sein Theologie- und Philosophiestudium schloss er 1946 ab. 1947 weihte ihn Giuseppe Placido Nicolini, der Bischof von Assisi, zum Priester. Testa promovierte 1959 in Katholischer Theologie an der Pontificia Università Urbaniana, dem sich 1962 der vom Päpstlichen Bibelinstitut verliehene Doktorgrad in Bibelwissenschaften anschloss. Er war seit 1965 Professor für Biblische Theologie und Exegese des Alten Testaments am Studium Biblicum Franciscanum in Jerusalem sowie seit 1972 an der Pontificia Università Urbaniana in Rom; von 1975 bis 1984 war er der Rektor dieser Universität.

## Lehre

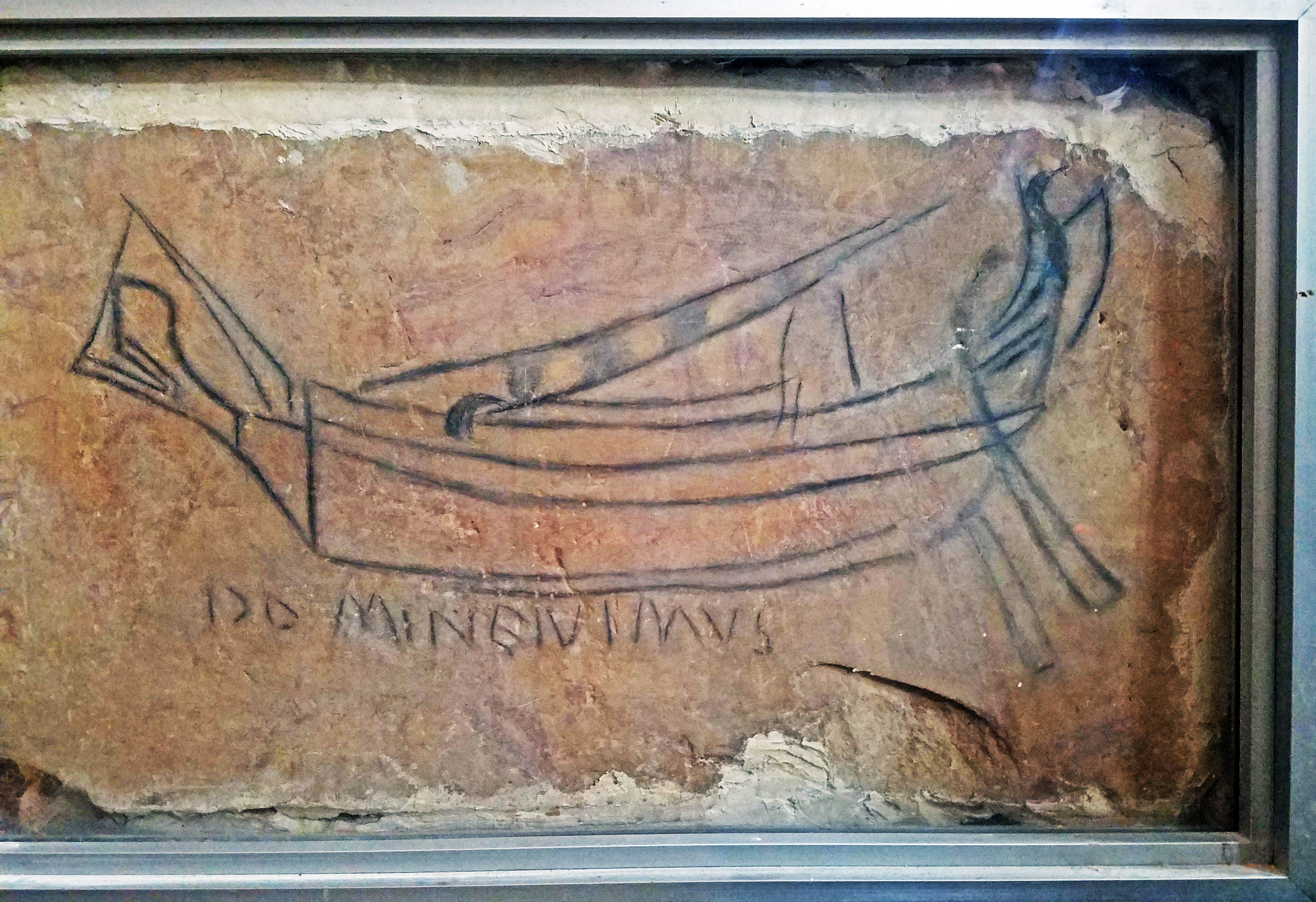
„Jerusalem-Schiff“; Zustand nach Reinigung

Testa trat mit mehreren Veröffentlichungen zur Geschichte, Theologie und Symbolik des Judenchristentums hervor. Besonderen Stellenwert hatte für ihn die Erforschung eines frühchristlichen Marienkults in Nazareth. Man kann Emanuele Testa zusammen mit Bellarmino Bagatti und Virgilio Corbo einer franziskanischen Archäologenschule in Israel zuordnen, die in der 2. Hälfte des 20. Jahrhunderts mit Grabungen und Publikationen viel Material zusammentrug.
Jean Daniélou bezeichnete Testas Rekonstruktion des Judenchristentums als „etwas ungewöhnlich Neues“; die Interpretation der Grabungsbefunde in Nazaret sei „wohl noch umstritten, aber doch interessant.“ Bagatti und Testa bauten ihrerseits auf Daniélous Arbeiten zum Judenchristentum auf und entwarfen das Bild einer Gruppe, in deren Glaubenssystem der Besuch heiliger Orte von zentraler Bedeutung war. Die christliche Pilgerlandschaft, die sich im 4. Jahrhundert in Palästina entwickelte, habe nichts Neues geschaffen, sondern vielerorts das Erbe der Judenchristen antreten können. Christliche Pilgerstätten im Heiligen Land gehen also nach Bagatti und Testa bis in urchristliche Zeiten zurück. Insbesondere die Tradition der Entschlafung und Himmelaufnahme Mariens in Jerusalem ist nach Bagatti und Testa judenchristlichen Ursprungs. Diese Hypothese wurde im Studium Biblicum Franciscanum in Jerusalem weiterentwickelt; ihre Rezeption blieb weitgehend auf Angehörige dieser Institution beschränkt. Das aus den Graffiti in Nazareth von Bagatti und Testa rekonstruierte Glaubenssystem wirkt mehr gnostisch als judenchristlich. Das Judenchristentum soll eine im 2. und 3. Jahrhundert zahlenmäßig große Gruppe gewesen sein mit heterodox-esoterischen Lehren und Ritualen, die in Grotten praktiziert wurden, abgeschottet gegenüber der heidenchristlichen Großkirche, von der es dann im Lauf des 4. Jahrhunderts verdrängt worden sei.
Testas Hypothesenbildung wird vielfach kritisch bewertet. So schreibt Günter Stemberger zu Testas Deutung der Graffiti in Kafarnaum, seine Rekonstruktion von Texten und deren Auswertung für eine judenchristliche Theologie und Gemeindeorganisation gehe „weit über das aus den wenigen Buchstaben Beweisbare hinaus.“ Die gemeinsam mit Bagatti vorgelegte Interpretation der Grabungen in Nazareth sei „alles andere als überzeugend und besonders auch die Tendenz, sämtliche Höhlen, die einmal kultisch verwendet worden sein könnten, Judenchristen zuzuweisen, nicht wirklich abzusichern.“
Emanuele Testa war mit der Reinigung des sogenannten „Jerusalem-Schiffs“ betraut, einer farbigen Zeichnung eines spätrömischen Handelsschiffs mit lateinischer Beischrift, die in den 1970er Jahren hinter der kreuzfahrerzeitlichen Apsis der Helenakapelle in der Grabeskirche entdeckt worden war. Die Entdecker Humphreys und Helms lasen eine Widmung an Isis, während nach der Reinigung eine christliche Interpretation nahelag (Bagatti und Broshi): Zitat aus Psalm 122, Bezug zu einer glücklich überstandenen Schiffsreise der Pilger zum Golgota-Heiligtum. Testa selbst vertrat die These, dass die Inschrift eine judenchristliche Deutung Golgotas als Paradiesgarten bezeuge. Max Küchler hält die Isis- wie die Wallfahrts-Deutung für plausibel (erstere setze allerdings voraus, dass Testa bei Reinigung der Zeichnung den Buchstabenbestand verändert habe), während Testas Paradiesgarten-Interpretation „ins Unwahrscheinliche, ja Phantastische“ abgleite.

## Veröffentlichungen (Auswahl)
- mit Sylvester J. Saller: The archaeological setting of the shrine of Bethphage. Franciscan Printing Press, Jerusalem 1961.
- L’Huile de la foi. L’Onction des malades sur une lamelle du 1er siècle. Franciscan Printing Press, Jerusalem 1967.
- Nazaret giudeo-cristiana: Riti. Iscrizioni. Simboli. Franciscan Printing Press, Jerusalem 1969.
- Cafarnao, Band 4: I Graffitti della Casa di S. Pietro. Studium Biblicum Franciscanum, Jerusalem 1972.
- Maria terra vergine. Studium Biblicum Franciscanum, Jerusalem 1984.
- mit Bellarmino Bagatti: Il Golgota e la Croce. Ricerche storico-archeologiche. Franciscan Printing Press, Jerusalem 1984.
- The faith of the Mother Church: an essay on the theology of the Judeo-Christians. Franciscan Printing Press, Jerusalem 1992.
- mit Frédéric Manns und Eugenio Alliata (Hrsg.): Early Christianity in context: monuments and documents. Franciscan Printing Press, Jerusalem 1993.
- Il Simbolismo dei Giudeo-Cristiani. Franciscan Printing Press, Jerusalem 2004.